# Tío Manuel Furgante
Tío Manuel Furgante es un cantaor flamenco del siglo XIX natural de Jerez de la Frontera. Creador de la toná llamada "coquinera". Es uno de los cantaores que mejor representan la relevancia de Jerez de la Frontera dentro del mundo del flamenco del XIX. 
Es la época en que Tío Manuel Furgante comparte espacio humano y artístico con El Proíta, Alonso Pantoja, Tía Salvaora, Tío Corro, La Sandita, la Regalá, Salvaorillo, Marruro, el Loco Mateo, Diego El Picaó y tantos otros. De la importancia de este y otros cantaores jerezanos del XIX son testigos numerosas obras sobre flamencología, debiendo citarse por su actual importancia la de Pive Amador De Jerez a Nueva York. Una historia de la música popular.